# Mycetophila guanasi
Mycetophila guanasi är en tvåvingeart som beskrevs av Lane 1958. Mycetophila guanasi ingår i släktet Mycetophila och familjen svampmyggor. Inga underarter finns listade i Catalogue of Life.